# Karl Buckow
Karl Buckow (* 15. März 1915 in Berlin; † 18. Dezember 1979 ebenda) war ein deutscher Politiker (CDU).
Buckow machte 1934 das Abitur und trat anschließend in den öffentlichen Dienst als Inspektorenanwärter ein. Er arbeitete später beim Regierungspräsidium Berlin. 1937 wurde er von der Wehrmacht eingezogen, auch im gesamten Zweiten Weltkrieg war er Soldat. Am Ende des Krieges geriet er in britische Kriegsgefangenschaft.
Ab 1948 studierte Buckow an der Deutschen Hochschule für Politik, gleichzeitig arbeitete er als Büroleiter der Wirtschaftsvertretung des Hessischen Staatsministeriums in Berlin. 1951 legte er die Diplomprüfung ab. Bei der Berliner Wahl 1954 wurde Buckow in die Bezirksverordnetenversammlung des Bezirks Wilmersdorf gewählt. Bei der folgenden Wahl 1958 wurde er in das Abgeordnetenhaus von Berlin gewählt, dem er bis 1975 angehörte.
Von 1960 bis 1963 war Buckow Vorsitzender der CDU Wilmersdorf. Ab 1972 war er Leitender Magistratsdirektor im Bezirk Wilmersdorf.